# Liolaemus rothi
Espèce
Synonymes
- Liolaemus ruizleali Donoso-Barros & Cei, 1971

Statut de conservation UICN

 LC  : Préoccupation mineure
Liolaemus rothi est une espèce de sauriens de la famille des Liolaemidae.

## Répartition
Cette espèce se rencontre au Chili et dans le sud de l'Argentine. Elle est présente entre 700 et 1 800 m d'altitude. Elle vit dans les steppes, la végétation est composée de Stipa, Adesmia, Baccharis, Mulinum, Senecio.

## Description
C'est un saurien ovipare.

## Étymologie
Cette espèce est nommée en l'honneur de Santiago Roth (1850-1924).

## Publication originale
- Koslowsky, 1898 : Enumeración sistemática y distribución geográfica de los reptiles argentinos. Revista del Museo de La Plata, vol. 8, p. 161–200 (texte intégral).